# Éric Buchet
Pour les articles homonymes, voir Buchet.
Pas d'image ? Cliquez ici

a Compétitions nationales et continentales officielles uniquement.

b Matchs officiels uniquement.
Éric Buchet, né le 28 novembre 1957 à Nice, est un joueur de rugby à XV, qui a joué avec l'équipe de France et le RRC Nice, évoluant au poste de troisième ligne aile. Il est le père de Laurent Buchet.

## Carrière de joueur
Éric Buchet joue en club avec le Racing Rugby Club de Nice avec qui il atteint la finale du championnat de France en 1983. Les Niçois perdent la rencontre face AS Béziers sur le score de 14 à 6. Éric Buchet est capitaine de l'équipe et est aligné en troisième ligne aux côtés de son frère Philippe pour ce match. Il dispute son premier test match le 23 novembre 1980 contre l'équipe de Roumanie, et le dernier contre l'équipe d'Argentine le 20 novembre 1982. Il exerce la profession d'agent d'assurance à côté de sa carrière de joueur de rugby.

## Palmarès
Avec le RRC Nice
- Challenge Yves du Manoir :
  - Vainqueur (1) : 1985 (capitaine)
- Championnat de France de première division :
  - Vice-champion (1) : 1983 (capitaine)

## Statistiques en équipe nationale
- Sélection en équipe nationale : 5
- Sélections par année : 1 en 1980, 4 en 1982
- Tournoi des Cinq Nations disputé : 1982